# Michael Landon
Pour les articles homonymes, voir Landon.
 (octobre 2023).
Si vous disposez d'ouvrages ou d'articles de référence ou si vous connaissez des sites web de qualité traitant du thème abordé ici, merci de compléter l'article en donnant les références utiles à sa vérifiabilité et en les liant à la section « Notes et références ».
Eugene Orowitz, dit Michael Landon, est un acteur, réalisateur, producteur, scénariste et dialoguiste américain, né le 31 octobre 1936 à Forest Hills (Queens, New York) et mort le 1er juillet 1991 à Malibu.
D'abord connu pour son rôle de Little Joe Cartwright dans la série western américaine Bonanza dès la fin des années 1950 et jusqu'au début des années 1970, il doit ensuite sa notoriété internationale à son rôle de Charles Ingalls dans la série télévisée La Petite Maison dans la prairie, dont il était également producteur délégué, scénariste et réalisateur.

## Biographie

### Jeunesse
Eugene Maurice Orowitz naît le 31 octobre 1936 à New York, dans le quartier de Forest Hills de l'arrondissement du Queens,. Sa mère, Peggy O'Neil, une catholique irlandaise (morte en 1981), était danseuse et actrice ; son père, Eli Maurice Orowitz, un juif ashkénaze (mort en 1959 d'une crise cardiaque), est metteur en scène de théâtre. 
Il est le deuxième enfant de la famille, sa sœur Evelyn ayant trois ans de plus que lui. En 1941, la famille déménage à Collingswood dans le New Jersey, non loin de Philadelphie.
Enfant, il doit faire face aux crises de ses parents qui se détestent. Le garçon est au centre de toutes leurs disputes et le témoin de paroles souvent violentes. Alors que son père s'enferme dans le silence, sa mère multiplie les actes déséquilibrés et dangereux : à plusieurs reprises, elle fait semblant de se suicider devant son fils, qui la sauve quand elle tente de se noyer ; cette dernière ne réagit pas et continue à maltraiter son fils. Lorsqu'il fait une bêtise, pour le punir, elle lève sa Bible et l'appelle au mal[Quoi ?] et répète souvent qu'elle ne l'aime pas. Tout au long de son enfance, l'enfant retient ses angoisses et attend patiemment le jour où il pourra construire une famille aimante, saine et équilibrée. Stressé par le comportement instable de sa mère, Eugene est un enfant anxieux qui souffre d'énurésie nocturne. Cette partie de sa vie est relatée dans le documentaire biographique Michael Landon : His Triumph and Tragedy. À l'époque, tous les matins, sa mère accrochait ses draps sales à la fenêtre, à la vue de tous… Ces événements ont inspiré le téléfilm The Loneliest Runner, qu'il écrit et réalise en 1976.
À 13 ans, il célèbre sa bar-mitsva au temple Beth Sholom à Cherry Hill (New Jersey) (en). Sa famille se souvient que Landon « a dû faire face à beaucoup de tracas pour étudier pour le grand événement, ce qui incluait d'aller à vélo jusqu'à une ville voisine tous les jours afin d'apprendre à lire l'hébreu et à réciter des prières ».
Adolescent, il montre une grande aptitude pour le lancer du javelot et réalise d'excellentes performances avec l'équipe sportive de son lycée, battant même des records dans cette discipline. Une grave déchirure du ligament de l'épaule compromet la carrière sportive à laquelle il était certainement destiné. Il était même sur le point de commencer une formation sportive à l'USC.

### Carrière

#### Débuts
C'est à cette époque qu'Eugene Orowitz décide de se lancer dans le show-business et devenir acteur. Il travaille alors comme préposé dans une station-service en face des studios de Warner Bros et est finalement remarqué par Bob Raison, un agent local qui lui conseille de prendre un pseudonyme ; Orowitz trouve son nom d'artiste, Michael Landon, en cherchant par hasard un nom dans l'annuaire téléphonique.
Il débute au théâtre en 1950, à l'âge de treize ans, dans la pièce The Bat mise en scène par Avery Hopwood et Mary Roberts Rinehart. Il fait sa première apparition à la télévision en 1956 dans un épisode de la série américaine Cheyenne, où il n'est pas crédité au générique. En 1957, il obtient le rôle-titre du film I Was A Teenage Werewolf de Gene Fowler Jr..
À la fin des années 1950, il apparaît dans de nombreux téléfilms et séries télévisées tels que Sheriff of Cochise, Crusader, L'Homme à la carabine, Au nom de la loi (avec Steve McQueen, où il joue dans deux épisodes en 1958 et 1959), The Tall Man, The Texan, Tombstone Territory, etc.

#### Bonanza

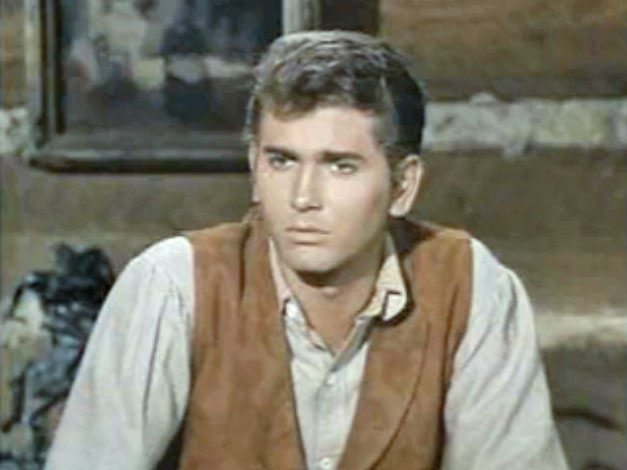
Michael Landon dans la série Bonanza.

En 1959, alors âgé de 22 ans, Michael Landon obtient le rôle de Little Joe Cartwright dans la série de western Bonanza, une des premières séries télévisées à être diffusée en couleur. Il y joue aux côtés de Lorne Greene, Pernell Roberts et Dan Blocker.
Recevant plus de critiques positives et de mots de fans que tous les autres personnages de la série, il négocie avec David Dortort, producteur délégué de la série et avec la NBC pour devenir scénariste et réalisateur de quelques épisodes. Lorsqu'on l'interroge sur son envie d'écrire des scénarios, il répond : « Je veux que les gens rient et pleurent, pas seulement qu'ils s'asseyent et fixent la télé. Je veux créer des personnages qui aient une influence positive, qui rentrent dans la vie des gens et fassent ressortir ce qu'il y a de meilleur en eux ». Il écrit son premier scénario en 1962 et dirige son premier épisode en 1968. La série rencontre un vif succès aux États-Unis et dans de nombreux autres pays du monde. Au début des années 1970, lors de la dernière saison, les audiences diminuent et la production arrête la série : le dernier épisode est diffusé le 16 janvier 1973 aux États-Unis.
Landon reste fidèle à plusieurs personnes qui ont travaillé avec lui pour Bonanza, notamment le producteur Kent Mc Cray, le réalisateur William F. Claxton et le compositeur David Rose, qu'il retrouvera sur les tournages de La Petite Maison dans la prairie et, plus tard, des Routes du paradis.

#### La Petite Maison dans la prairie

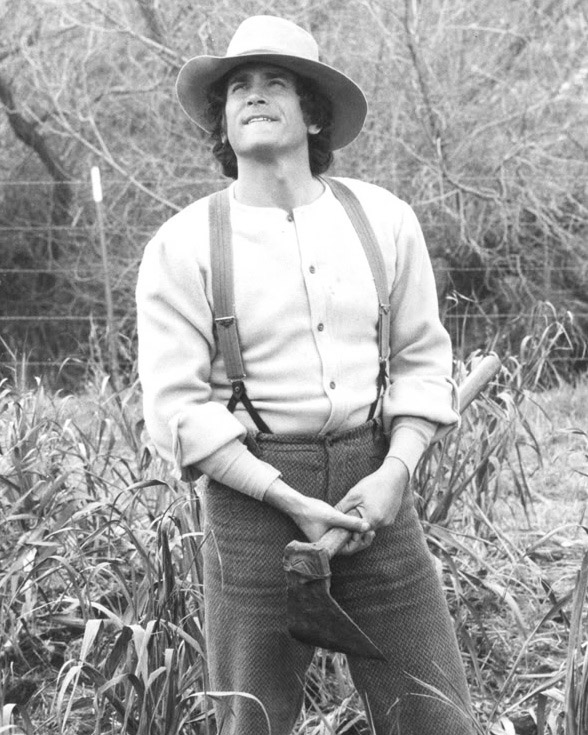
Michael Landon campant Charles Ingalls dans La Petite Maison dans la prairie (1974)

En 1974, l'année suivant l'arrêt de Bonanza, Michael Landon joue le rôle de Charles Ingalls, un père d'une famille de pionniers américains du XIXe siècle, dans un téléfilm qui deviendra le pilote d'une des séries les plus célèbres et les plus diffusées de tous les temps : La Petite Maison dans la prairie. C'est encore la NBC qui produit la série, après Bonanza.
L'épisode pilote est inspiré du livre autobiographique de l'écrivain américaine Laura Ingalls Wilder, publié en 1935. C'est la jeune Melissa Gilbert, alors âgée de 9 ans, qui tient le rôle de Laura Ingalls Wilder pour ce téléfilm, et pendant les dix années que durera la série. Aux côtés de Melissa Gilbert, deux autres actrices inconnues du grand public tiennent les rôles de la femme de Charles et de sa fille aînée : il s'agit respectivement de Karen Grassle et de la jeune Melissa Sue Anderson. 
Tout comme dans Bonanza, Michael Landon ressent très vite l'envie d'être à la fois devant et derrière la caméra ; il devient alors producteur délégué, acteur, scénariste et réalisateur de La Petite Maison dans la prairie. La série rencontre dès sa première saison un vif succès, expliqué notamment par les valeurs familiales et humaines qu'elle défend.
En tant que producteur de la série, Landon fait jouer notamment cinq duos d'enfants qui sont, dans la vraie vie, frères et sœurs : Melissa et Jonathan Gilbert (respectivement Laura Ingalls et Willie Oleson, frère et sœur par adoption) ; Lindsay et Sidney Greenbush (deux vraies jumelles qui se partagent le rôle de Carrie Ingalls, la troisième fille des Ingalls) ; Matthew Labyorteaux et Patrick Labyorteaux (qui jouent respectivement les rôles d'Albert Ingalls et d'Andrew Garvey, ils sont frères d'adoption, pas biologiques) ; Wendi et Brenda Turnbaugh (un deuxième couple de vraies jumelles qui tiennent le rôle de Grace Ingalls, quatrième fille des Ingalls) ; et Michele et Jenifer Steffin (troisième couple de vraies jumelles qui se partagent le rôle de Rose Wilder, fille de Laura Ingalls Wilder et d'Almanzo Wilder).
De plus, deux des enfants de Michael Landon apparaissent à plusieurs reprises dans la série : c'est ainsi que son fils Michael Landon Jr. joue le rôle d'un élève de la classe de Laura et Mary dans les premières saisons, et que sa fille Leslie Landon joue d'abord le rôle d'une enfant de la classe, avant de jouer celui d'une voyageuse en diligence dans l'épisode « Le Miracle » de la saison 6, puis d'une employée de restaurant dans l'épisode « Sagesse » de la saison 8. Elle interprète, dans la dernière saison, le rôle de l'institutrice du village de Walnut Grove, Etta Plum.
À la fin de la huitième saison, en 1982, la NBC décide de renommer la série Little House: A New Beginning, avec le personnage de Laura Ingalls devenue adulte et mère de famille ; cette saison se concentre sur le couple qu'elle forme avec Almanzo Wilder, leur vie de famille et sur la communauté de Walnut Grove. Bien que Michael Landon soit toujours producteur délégué, scénariste et réalisateur de la série, Little House: A New Beginning ne compte plus la famille Ingalls parmi ses personnages : il s'agit en fait du dernier chapitre de la série, qui sera finalement ponctuée en 1984 par trois longs téléfilms, à la fin desquels le village de Walnut Grove est entièrement détruit par les habitants. Dans la réalité, l'équipe de tournage a d'ailleurs réellement fait sauter les décors à la dynamite, pour éviter qu'ils ne soient repris par d'autres productions et pour rendre au lieu de tournage principal son état naturel.
La Petite Maison dans la Prairie a été plusieurs fois nommée aux Emmy Awards et aux Golden Globes et a remporté plusieurs prix, notamment celui de la meilleure musique d'épisode pour une série télévisée (pour le compositeur David Rose en 1979), ou celui de la meilleure jeune actrice dans une série télévisée dramatique (pour Melissa Gilbert en 1983 et en 1984).

#### Les Routes du paradis
Peu après l'arrêt de La Petite Maison dans la prairie, Michael Landon se lance dans un nouveau projet dès 1984 : la série Les Routes du paradis dans lequel il incarne le rôle de Jonathan Smith, un ange envoyé sur Terre par Dieu pour aider les humains. 
Michael Landon joue le rôle principal aux côtés de Victor French, qui était déjà un de ses acolytes de La Petite Maison dans la Prairie (rôle d'Isaiah Edwards). Dans cette nouvelle série, Michael Landon est encore producteur délégué, scénariste, réalisateur et acteur, et c'est la première et la seule série de sa longue carrière télévisuelle qu'il a entièrement créée. L'acteur embauche parmi son équipe de tournage son fils, Michael Landon Jr., et plusieurs personnes handicapées ou atteintes de cancers. Cette décision permet à des adultes invalides ou malades de participer à l'écriture de plusieurs épisodes. 
Pendant la quatrième saison de la série, les audiences baissent et la production annonce en juin 1988 que la série va être reconduite pour une courte cinquième saison, qui sera la dernière. Les derniers épisodes sont tournés à la fin de l'année 1988 et diffusés entre mai et août 1989. Victor French ne verra d'ailleurs pas tous les derniers épisodes ; il meurt en effet le 15 juin 1989 d'un cancer des poumons, diagnostiqué seulement deux mois plus tôt. Michael Landon invite sa plus jeune fille, Jennifer Landon, à prendre part au tournage du dernier épisode de la série. La mort de Victor French va profondément et durablement marquer Landon, car il le considérait comme son frère.

### Autres projets

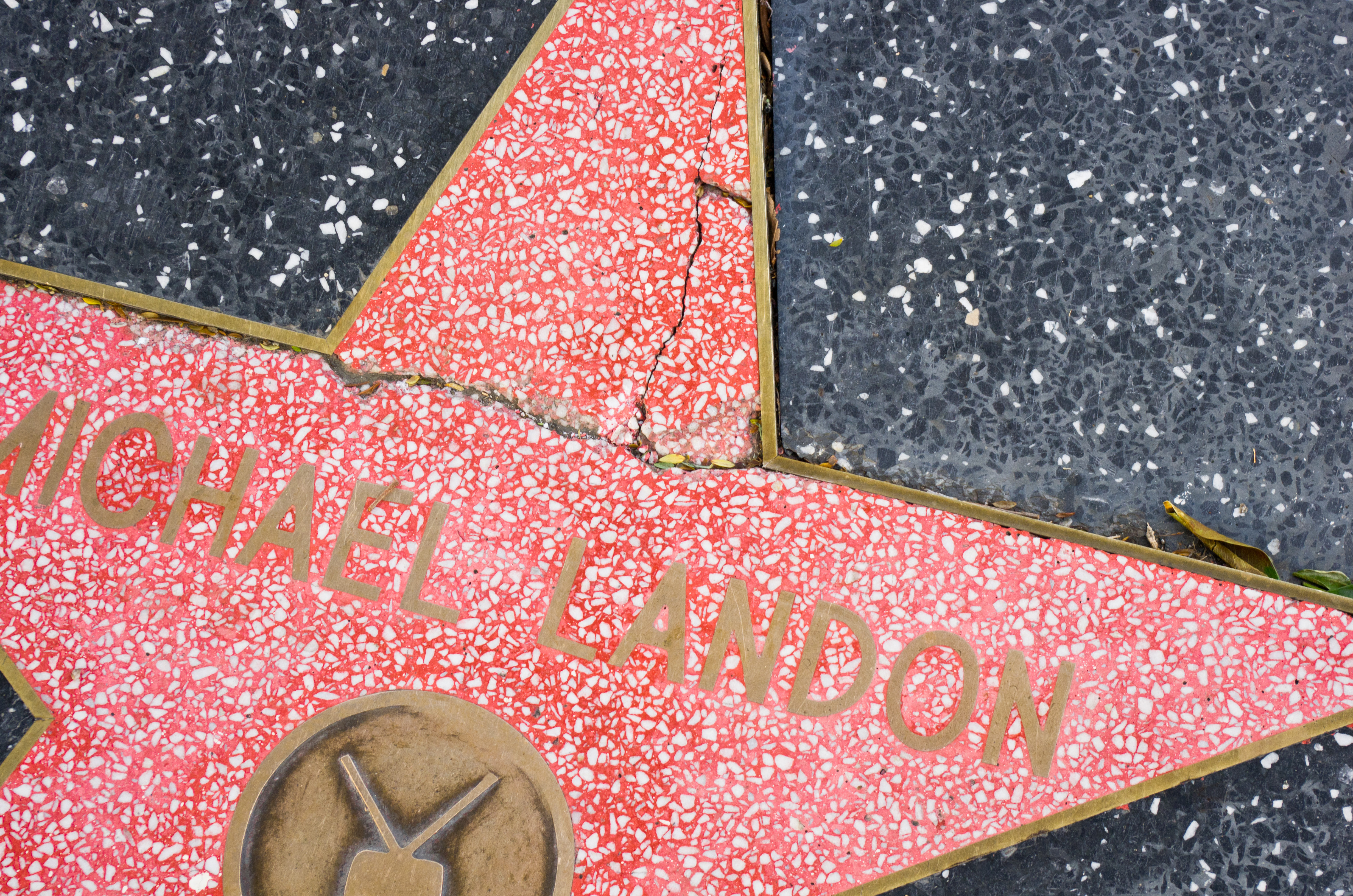
L'étoile de Michael Landon sur le Walk of Fame d'Hollywood.

En 1973, Michael Landon écrit et réalise un épisode de la série dramatique Love Story avec notamment Jodie Foster. En 1982, il co-produit pour NBC le film Love Is Forever, qui raconte l'histoire vraie de John Everingham, un journaliste australien qui, utilisant un équipement de plongée sous-marine, réussit à sauver sa bien-aimée des lois communistes du Laos en passant par le fleuve du Mékong. L'acteur joue le rôle de John Everingham.
En 1984, il écrit et réalise Sam's Son, un film basé sur sa propre enfance. Le film réunit Timothy Patrick Murphy, Eli Wallach, Anne Jackson, Hallie Todd et James Karen.
Entre la fin des Routes du paradis et le début de sa collaboration avec CBS, il écrit et réalise le téléfilm Where Pigeons Go To Die, l'adaptation d'une nouvelle de Robert Wright Campbell. C'est Art Carney qui tient le rôle principal du téléfilm, qui est d'ailleurs nommé pour deux Emmy Awards.
Alors que l'acteur avait depuis toujours collaboré avec NBC, il change en 1990 pour CBS et joue l'année suivante dans un téléfilm de deux heures, Us. Ce devait être une nouvelle série pour Landon, mais un cancer du pancréas lui est diagnostiqué le 5 avril 1991, ce qui empêche le projet d'aller au-delà de l'épisode pilote.

### Vie privée
Michael Landon a été marié trois fois et a été le père de neuf enfants : il a eu six enfants biologiques et en a adopté trois :
- avec Dodie Levy-Fraser (mariés en mars 1956 ; divorcés en décembre 1962) : 
  - Mark Frasier Landon, né le 1er octobre 1948, mort le 11 mai 2009 ; il est le fils biologique de Dodie, Michael l'a adopté quand il avait 7 ans ;
  - Josh Frasier Landon, né le 11 février 1960, adopté à sa naissance par le couple.
- avec Lynn Noe (mariés le 12 janvier 1963 ; divorcés en 1982), morte le 28 novembre 2015 :
  - Cheryl Lynn, née le 16 novembre 1953 ; elle est la fille biologique de Lynn et avait neuf ans quand Lynn et Landon se sont mariés ;
  - Leslie Ann Landon, née le 11 octobre 1962 ;
  - Michael Landon Jr., né le 20 juin 1964 ;
  - Shawna Leigh Landon, née le 3 décembre 1971 ;
  - Christopher Beau Landon, né le 27 février 1975.
- avec Cindy Clerico (mariés le 14 février 1983 jusqu'à la mort de Landon) :
  - Jennifer Landon (en), née le 29 août 1983 ;
  - Sean Matthew Landon, né le 5 août 1986.

### Maladie et mort
En février 1991, Michael Landon se plaint de violentes douleurs abdominales. Le 5 avril 1991, il se plaint de violents maux de tête ; les médecins lui diagnostiquent un cancer du pancréas en phase terminale métastasé et donc inopérable. Le 9 mai 1991, l'acteur apparaît à la télévision dans l'émission The Tonight Show de Johnny Carson pour parler de son cancer et faire taire les rumeurs de la presse à scandale, qui a écrit dans ses gros titres que lui et sa femme ont essayé d'avoir un autre enfant. Pendant l'émission, Landon promet de se battre contre la maladie et demande à ses fans de prier pour lui. Le 21 mai 1991, il subit avec succès une opération chirurgicale pour ôter un caillot de sang dans sa jambe gauche. En juin 1991, il fait la couverture de Life Magazine après avoir accordé au journal une interview exclusive sur sa vie personnelle, sa famille et son combat pour la vie.
Le 1er juillet 1991, à l'âge de 54 ans, Michael Landon meurt à Malibu en Californie, avec sa dernière épouse à son chevet. Il ne pesait plus que 39 kg. Il est enterré au cimetière juif Hillside Memorial Park de Culver City, en Californie, où son fils adoptif Mark, mort en mai 2009, est également enterré. Sa pierre tombale Landon dit : « Il a saisi la vie avec joie. Il a donné à la vie généreusement. Il laisse un héritage d'amour et de rire »
Le téléfilm qu'il a réalisé en 1990, intitulé Les Ailes Du Bonheur, est son film testament.
Michael Landon lui-même a admis être un gros fumeur (il fumait quatre paquets de cigarettes par jour) et un buveur,. L'actrice Melissa Gilbert, qui l'a connu pendant longtemps et que l'acteur avait pris sous son aile dans la série La Petite Maison dans la prairie, a déclaré dans une interview qu'elle le voyait fumer tout le temps mais qu'elle ne l'avait jamais vu boire en travaillant[réf. nécessaire]. Karen Grassle, qui a joué sa partenaire en tant que Caroline Ingalls, indique pour sa part qu'il prenait de la vodka dans son café et qu'il faisait des réflexions salaces.

## Filmographie

### Acteur

#### Cinéma
- 1956 : Passé perdu : Garçon dans la salle de billard (non crédité)
- 1957 : Fight for the Title (court métrage) : Kid Lombard
- 1957 : I Was a Teenage Werewolf : Tony Rivers
- 1958 : Tueurs de feux à Maracaibo : Lago Orlando
- 1958 : Le Petit Arpent du bon Dieu : Dave Dawson
- 1959 : Fais ta prière... Tom Dooley : Tom Dooley
- 1984 : Sam's Son (en) : Gene Orman

#### Télévision
- 1956 : The Sheriff of Cochise (en) : Don Sayers
- 1956 : The Adventures of Jim Bowie (en) : Armand De Nivernais
- 1956-1958 : Cheyenne : Alan Horn
- 1957 : State Trooper (en) : Joe Durando
- 1958-1959 : Tombstone Territory (en) : Barton Clark
- 1958-1959 : Au nom de la loi : Carl Martin,Clay McGarett
- 1958-1959 : L'Homme à la carabine : Billy Mathis puis Will Fulton
- 1959 : Johnny Staccato : Freddie Tate
- 1959-1973 : Bonanza : Joseph Cartwright
- 1965 : Luke and the Tenderfoot (épisode pilote de la série) : Clyde Meacham
- 1970 : Swing Out, Sweet Land (en) : Peter Minuit
- 1972 : The Special London Bridge Special (en) : Un joueur de tennis
- 1974 : La Petite Maison dans la prairie (téléfilm pilote) : Charles Ingalls
- 1974-1983 : La Petite Maison dans la prairie : Charles Ingalls
- 1976 : The Loneliest Runner (en) : John Curtis adulte
- 1983 : Les évadés du triangle d’or (en) : John Everingham
- 1984-1989 : Les Routes du paradis : Jonathan Smith
- 1990 : Where Pigeons Go to Die (en) : Hugh adulte
- 1991 : Les Routes de la vie (en)  : Jeff Hayes

### Réalisateur
- 1971 : Bonanza (14 épisodes)
- 1973 : Love Story (en) (épisode Love Came Laughing)
- 1974 : The Jackie Robinson Story
- 1974 : It's Good to Be Alive (en)
- 1974, 1975 et 1979 : La Petite Maison dans la prairie
- 1976 : The Loneliest Runner
- 1978 : Au nom du père (Killing Stone)
- 1979 : Little House Years
- 1980 : Where Have All the Children Gone
- 1981 : Le Grand frère
- 1984 : Little House: The Last Farewell (en)
- 1984 : Sam’s Son
- 1984 : Les Routes du paradis
- 1990 : Where Pigeons Go to Die
- 1991 : Les Routes de la vie (Us)

### Scénariste
- 1971 : Bonanza (21 épisodes)
- 1973 : Love Story
- 1974, 1975 et 1979 : La Petite Maison dans la prairie
- 1976 : The Loneliest Runner
- 1978 : Killing Stone
- 1979 : Little House Years
- 1981 : Le Grand frère
- 1984 : Little House: The Last Farewell
- 1984 : Sam's Son
- 1984 : Les Routes du paradis
- 1990 : Where Pigeons Go to Die
- 1991 : Les Routes De La Vie (Us)

### Producteur
- 1974 : The Jackie Robinson Story
- 1974 : La Petite Maison dans la prairie
- 1976 : The Loneliest Runner
- 1978 : Killing Stone
- 1981 : Le Grand frère (Father Murphy)
- 1983 : Les évadés du triangle d’or (Love Is Forever)
- 1983 : Little House: Look Back to Yesterday (en)
- 1984 : Little House: Bless All the Dear Children (en)
- 1984 : Les Routes du paradis
- 1990 : Where Pigeons Go to Die
- 1991 : Les Routes De La Vie

## Distinctions

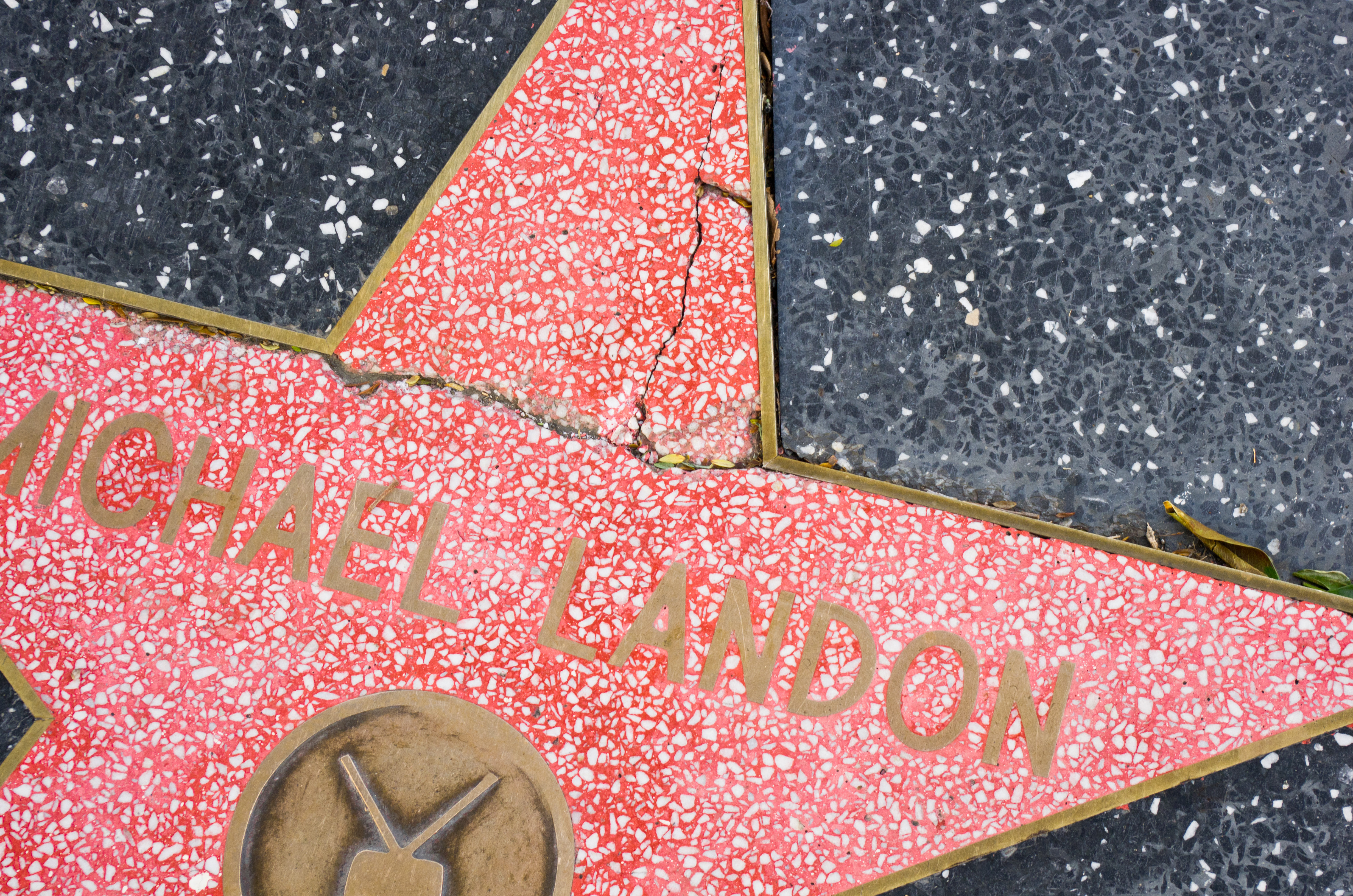
L'étoile de Michael Landon sur le Hollywood Walk of Fame.

### Récompenses
- Bambi Awards 1969 : meilleure série télévisée pour Bonanza (partagé avec Lorne Greene, Dan Blocker et Pernell Roberts).
- Spur Awards 1980 : meilleur scénario d'épisode d'une série télévisée pour l'épisode L'Incendie de La Petite Maison dans la prairie.

### Nominations
- Golden Globes 1979 : meilleur acteur dans une série télévisée dramatique pour La Petite Maison dans la Prairie

### Hommages
- 1984 : Golden Boot Award pour contribution significative au genre western
- 1991 : Youth in Film Award pour contribution remarquable au développement de la jeunesse dans le divertissement
- 1995 : Television Hall of Fame pour contribution significative au domaine de la télévision
- 1998 : National Cowboy & Western Heritage Museum pour interprétation remarquable dans le genre western

En 1984, Michael Landon obtient son étoile sur le Walk Of Fame de Hollywood, en reconnaissance de son travail pour la télévision.
En 2005, le magazine hebdomadaire américain TV Guide le place à la 33e position de son classement des « 50 personnalités les plus sexys du monde ».[réf. souhaitée]
Une commune du Malibu's Bluff Park a été nommé « Centre Michael Landon » après sa mort. 
Son fils, Michael Jr., a produit et réalisé un documentaire en sa mémoire, Michael Landon : Memories with Laughter and Love, avec la participation de membres de sa famille et de partenaires de télévision. Melissa Gilbert, sa fille à la télévision dans La Petite Maison dans la prairie, dira que Michael la faisait se sentir incroyablement en sécurité et qu'il était toujours très paternel avec elle. À la mort du père de Melissa alors qu'elle avait onze ans, Michael s'est d'ailleurs naturellement comporté comme un père de substitution pour la jeune fille.
Tous les acteurs qui ont travaillé avec Michael Landon ont été marqués par la générosité de l'acteur. À chaque Noël, il offrait un cadeau personnel à tous les membres de son équipe de tournage, du simple maquilleur à l'acteur principal en passant par les éclairagistes et les monteurs. C'était pour lui une façon de signifier que chaque personne qui travaille sur un projet participe à sa réussite. De même, lorsque le budget de ses séries était excédentaire, il divisait la somme entre les membres de toute son équipe. Ce genre de pratique est absolument unique à Hollywood.
Le sens de l'humour de Michael est également souvent cité dans les interviews. Les acteurs qui l'ont côtoyé racontent ainsi qu'il a une fois fait sauter des grenouilles de sa bouche, ou qu'il s'est déguisé en super-héros pour se rendre dans une pizzeria. Johnny Carson, présentateur du Tonight Show, raconte qu'il est allé manger au restaurant avec Michael par deux fois. La première fois, il avait malencontreusement écrasé un chat en se rendant au restaurant. C'est donc tout naturellement que lors de leur deuxième dîner, Michael avait falsifié la carte des menus en y faisant figurer un faux plat nommé « chat mort ».
En mai 1999, la chaîne CBS diffuse le téléfilm Michael Landon : the Father I knew, coécrit et réalisé par Michael Landon Jr. John Schneider y tient le rôle de Michael Landon, Cheryl Ladd celui de Lynn, la deuxième femme de Michael, et Joel Berti celui de Michael Landon Jr. Ce téléfilm raconte surtout le point de vue de Michael Jr et la façon dont il a vécu le divorce de ses parents et la mort prématurée de son père.
Une plaque et un terrain de jeux nommé Little Treehouse On the Prairie (« La petite cabane dans la prairie ») ont été érigés dans un parc du quartier natal de Michael Landon. En 2011, la plaque a été arrachée du parc et donnée à un journal local par un inconnu. En accord avec la ville, la plaque a par la suite été arrachée pendant un grand nettoyage d'automne, et l'été suivant, elle a été réinstallée près d'un banc, dans un lieu plus sûr.

## Voix françaises
- Michel Gatineau († 1989) dans (les séries télévisées) :
  - La Petite Maison dans la prairie (1re voix)
  - Les Routes du paradis (1re voix)

- Marc Cassot dans (les séries télévisées) :
  - La Petite Maison dans la prairie (2e voix)
  - Les Routes du paradis (2e voix)

et aussi
- Roger Rudel dans Fais ta prière… Tom Dooley
- Claude d'Yd dans Tueurs de feux à Maracaibo
- Gilles Guyot dans Bonanza (série télévisée)
- Roger Carel dans La Petite Maison dans la prairie (série télévisée - 3e voix)